# 救荒植物

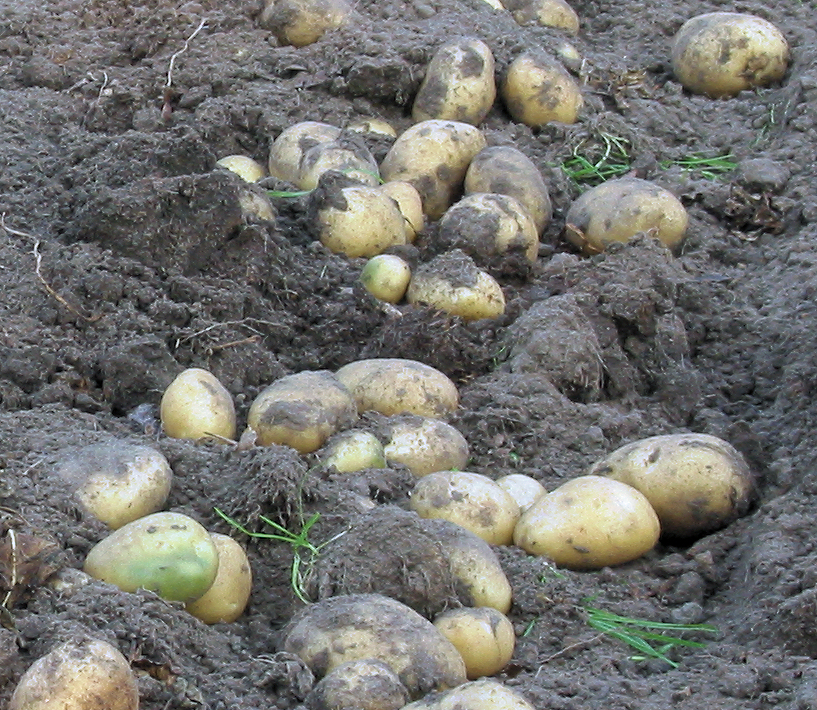
イモ類は救荒植物として利用された歴史がある

救荒植物（きゅうこうしょくぶつ）とは、飢饉、戦争その他で食料が不足した時に、その不足をしのぐために間に合わせに食料（救荒食）として利用される植物である。

## 概要
救荒植物の種類は多いが、その性質上不快なにおいや味がない部分までたいてい利用される。救荒植物の可食部分は、茎、葉、根、果実、種子、地下茎、花、葉柄などである。
救荒植物には無毒のもののほかに有毒だが毒消しが可能なものも含まれる。特に、毒消し・灰汁抜きの手順が煩雑で、他の食べ物があれば手を出さないが、やむを得ぬ場合は食べる、というものもある。ドングリの多くやソテツ、ヒガンバナ、チューリップ（チューリッピンとツリピンという皮膚炎症毒と心臓毒があるが第二次世界大戦時の飢饉「飢餓の冬」にオランダで処理されて食べられた。現在では食用改良品種も開発されている）がその例に挙げられる。
ただし、ある地域では普段食用としては見向きもされずに救荒植物と見なされている植物であっても、別な地域においては日常の食糧の1つであると見なされている場合もある。今日一般食材として食べられる野菜・果物類、山菜、ハーブ、生薬、穀類なども元は救荒植物であった事例もあり後に栽培され日常食材として用いられた。ジャガイモは三十年戦争以後に世界中に普及、サツマイモは享保の大飢饉以後に日本全国に普及、トマト#歴史はイタリアの貧困層で食用にしようと考えられてから200年にも及ぶ開発を経てヨーロッパへと広まり、一般食材となったのは19世紀以降である。またエンバク、ライムギ、ソバなどの穀類及び擬穀類はコムギ、オオムギ、イネなど主要穀物が生育しにくい気候や土質で紀元前に救荒作物として栽培されその後その土地で主要作物として定着した。キヌアなどの擬穀類も同様に南米で栽培され後に栄養価と土質の面から食料安全保障政策で2013年以降作物として欧米及び日本に広がった。その近縁のアマランサスは南米で同様に食用作物として栽培されていたが欧州で観葉植物として園芸種が栽培され、インドや中国で種子、根、葉共に食用作物として栽培され後にキヌア同様欧米や日本でも食用にされた。

## 救荒植物の例

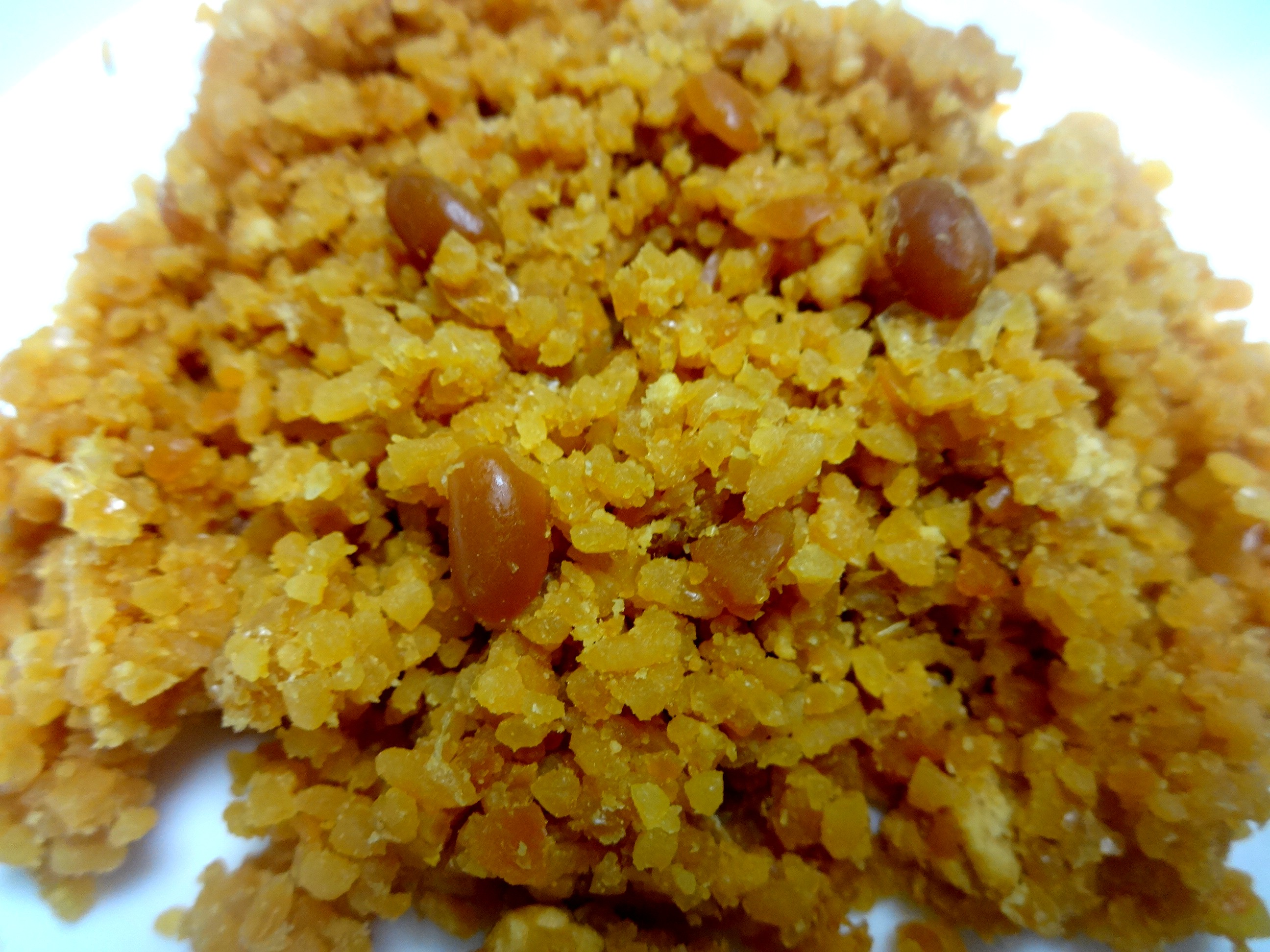
蘇鉄味噌。経済恐慌時の食糧難で食用にされたが不十分な毒抜きによる中毒もありソテツ地獄と呼ばれた。

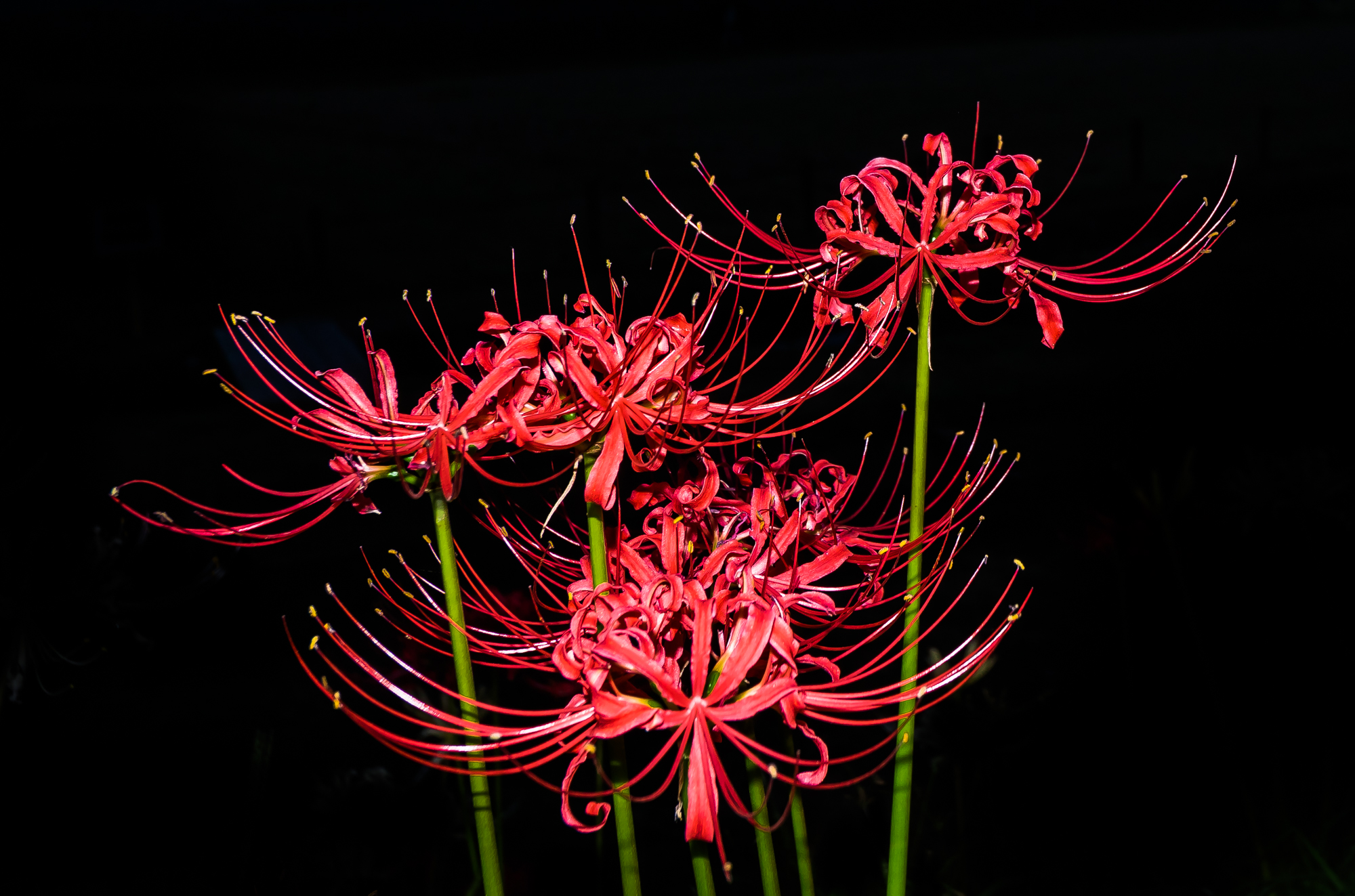
そのままでは非常に有毒なヒガンバナ。致死例も存在する。

救荒植物を可食部別に挙げると、以下のように分類することができる。
- 全草
  - ノビル、タネツケバナ、イスランドゴケ、キクノリ、スギノリ、アマモ、ハマダイコン
- 茎
  - イタドリ、ウワバミソウ、チョウセンゴミシ、ソテツ（デンプン：完全な毒抜きが必要）、サゴヤシ
- 葉
  - ナズナ、ヒユ、ヤブカンゾウ、ヤマアザミ、アカザ、イラクサ、オランダミミナグサ、アザミ、エゴマ、レモンエゴマ、カラムシ、ヤブマオ[5][6]、ミヤマイラクサおよびアカソ（煮て棘の蟻酸、アセチルコリン、ヒスタミンなど毒を分解してから食す）、クワ、コウゾ（ヨモギ餅のように餅に混ぜ楮餅として食べられる）[7]、モミジイチゴ、イチゴ、クサギ、ハゼラン、オヤマボクチ
- 若草・若芽
  - オオバコ、クサギ、タラノキ、アキギリ、マツムシソウ、ウコギ、リョウブ、マコモ、シャクチリソバ、マコモ（マコモダケ）、キジカクシ科のナルコユリ及びユキザサ及びアマドコロ及びヒメイズイの若葉及び根（※ただしよく似たイヌサフラン科のホウチャクソウは若芽が有毒なので誤食注意）、スミレ及びアメリカスミレサイシン（花も可食。※ただしニオイスミレ及びパンジーの種子と塊根は有毒）、ブドウ、ツクバネ[8]、ヨメナ、タネツケバナ、ガガイモ（※ただし塊根には毒がある）
- 茎、葉
  - タビラコ、ダイコンソウ、ダイコン、ハマダイコン、カブ、スカンポ（イタドリ、オオイタドリ、スイバいずれもシュウ酸を含むので常食するには水にさらす、または塩や灰で揉むなどアク抜きが必要）、タデ[9]、ギシギシ・アレチギシギシ（シュウ酸があるので食べすぎないよう注意）[10]、シオデ、タチシオデ、ツルナ、スベリヒユ、サトイモ（芋茎）、サツマイモ、クワ、ツクシおよびスギナ、ノブドウ類、ハハコグサ・タンポポ・ヨメナ・ノゲシ・ヨモギ・フキおよびツワブキをはじめとするキク科（※ただし有毒なナルトサワギク、棘が固く鋭いアメリカオニアザミ[11]、下痢を起こすキオン属[12]を除く。またキク科にはセスキテルペンラクトン、ピレトリンなどが含まれるため大量に食べた場合はアレルギーや中毒になる可能性がある[13]）、リョウブ、ズイナ、ツユクサ、チドメグサ、ユキノシタ、オオバコ、オカヒジキ／アグレッティ、モミジガサ、ニリンソウ（※トリカブトと誤食注意）、サゴヤシ（澱粉が採れる。また幹に棲むヤシオオオサゾウムシの幼虫も食される）、ヤマイモのむかご、地衣類：イワタケ、バンダイキノリ、エイランタイ、カブトゴケ、カラタチゴケ、ゴボウ（葉も食べられる）[14]イノコヅチ[15]、ヤエムグラ[16]、ジュンサイ、バイカモ、ドクダミ、サボテン#食用
- 根
  - オケラ、アシタバ、クズ（デンプン）カタクリ（デンプン）、ヒガンバナ（デンプン）、アマドコロ（デンプン）、ナルコユリ（デンプン）、ウバユリ（デンプン）、ウスベニタチアオイ（デンプン）、スミレサイシン、ツルニンジン
- 地下茎、塊根その他地下部
  - キクイモ、テンナンショウ属・コウライテンナンショウ：春先の早い時期のものを炉の灰（アルカリ）の中で焼いて食べる[17]（毒性成分：サポニン、シュウ酸カルシウム[18]）、オニドコロ（毒抜きが必要）、チョロギ、アマナ、コヒルガオ、ミツバツチグリ、アカウレ、ノビル、ユリ類、クワイ、クズ、カタクリ、アザミ、ツルニンジン
- 果実
  - クサボケ、カリン、ツクバネ[19][20]、イヌビワ、ジュズダマ、カラスウリ、ウグイスカグラ、イワナシ、サルナシ、マタタビ、クワ、コウゾ、ヒメコウゾ、ツルコウゾ、カジノキ、モミジイチゴ、ナガバモミジイチゴ 、ヤマモモ、ホルトノキ、ヤマボウシ、サルナシ、イワナシ、ケンポナシ、コケモモ、ツルコケモモ、イワツツジ（クランベリーの類縁種）、スグリ（ベリー）類、ハマナス、バラをはじめとするアーモンド以外のバラ科全般（ただしウメは生食できない）、ハスカップ、ガンコウラン、ネズミモチおよびトウネズミモチ、アカモノ、ハリガネカズラ、グミ、ナツハゼ、ハシバミ（同属異種の物はヘーゼルナッツ）、ウスノキ、クロマメノキ、シャシャンポ[21]エビヅル、ヤマブドウ、ノブドウ（一般に毒はないが美味ではないので果実酒のみ。虫えい果は適さない[22]）、ホウキギ（とんぶり）、パンノキ、ゲッカビジン[23][24]、サボテン#食用、クダモノトケイソウ、ブラジルトケイソウ（パッシフローラ・アラタ）、ミズレモン、ガマズミ、サルトリイバラ
- 種子
  - トチノキ（ただし水に浸し天日干し後再び水に浸し木灰や重曹もしくは苛性ソーダなどのアルカリで煮てアクのサポニンを抜く工程が必要[25][26][27][28]）、カシワ、クヌギ、コナラ、ブナ、カヤ、ハゼノキ、ハシバミ、カラスムギ（栽培化した穀物がエンバク）、スズメガヤ（栽培化した穀物がテフ）、トウジンビエ、エノコログサ（栽培化した穀物がアワ）、ハトムギ、イチイ（※ただし赤い果皮のみ、種子は有毒なので噛んだり誤飲してはならない）[29][30]、ミノゴメ（この場合は転送先のカズノコグサではなくムツオレグサ）、ヒマワリ、カボチャ、マツ、ヒシ、ハス、タケ、アマモ、マコモ、イチョウ、アオギリ、タコノキ、アダン、ツルマメ（ダイズの原種）、ヤハズエンドウ（カラスノエンドウ）、スズメノエンドウ（種子だけでなく地上部は食べられる）[31]、ヤブマメ（地上の豆果だけでなく地下にできる閉鎖花由来の豆果もアイヌによって食べられてきた）[32][33][34]、オナモミ（蒼耳子という解熱鎮痛・鼻炎・動脈硬化の漢方薬[35]にもなるがカルボキシアトラクティロシドという有毒成分もあるため多用は避ける[36]、特に家畜には発芽した種子は禁忌[37]）、ルピナス(一部の甘味種を除いてアルカロイド抜きに水晒しなど処理が必要)
- 花
  - ユウスゲ、ニッコウキスゲ、ゲッカビジン
- 葉柄
  - ハマシシウド
- その他海草・海藻・全山菜類

ただし、上記に挙げられている植物の中でも、例えば伊豆諸島でのアシタバやヨーロッパや日本各地方で山菜として利用されるスカンボや東北地方や沖縄、トルコやギリシャで食用野草やハーブとして食されるスベリヒユなどのように、地域や風習によっては日常的に食べられている植物（いわゆる食用野草・山菜）も存在している。また、地中海沿岸ではオリーブやブドウや柑橘類の柔らかくアクが少ない若葉も産地の痩せた土質や乾燥した気候では他に取れない野菜の代用（ビタミン・ミネラル源と食物繊維源）として食べることもある。また野菜として食べられているモロヘイヤも元来は救荒作物であり生育しきった株や種子及び莢は毒性があり、収穫期と蕾発生期のみ葉、茎、根、蕾が食べることができる毒草である。

## 有毒植物の毒抜き
かつて有毒ではあるが毒抜きをして食べられていたものを別記する（※毒が抜けておらず食中毒で死亡事故が起こっていたもの）。
- ヒガンバナ - 水溶性の毒リコリンを含む球根を持ち、水で解毒して救荒食とした[39]。
- 蘇鉄 - サイカシン、ホルムアルデヒドなどの毒性物質を含む。水にさらして毒抜きをする必要がある[40]。
- ティフォノドルム・リンドレイアヌム（英語版） - 地下茎が有毒でえぐみがあるが、マダガスカルで飢饉が起きたときには、薄くスライスして水にさらし毒抜きし、蒸して食べた[41][42]。
- セイヨウイラクサ（ネトル） - 刺毛があり刺されると腫れになるが、熱を通すと食用となる[43]。ヨーロッパで飢饉のときに食用とされた[44]。
- アカウレ - アンデスでは、毒のある野生ジャガイモ(アカウレ)を乾燥冷凍してチューニョと呼ばれるものにして飢饉の際に食用とした。足で踏んで組織を壊して氷点下に達する気候の高地の夜で干すと水分といっしょにソラニンが抜け凍結乾燥の状態になる[45]。